# Arctagrostis
Arctagrostis és un gènere de plantes de la família de les poàcies, ordre de les poals, subclasse de les commelínides, classe de les liliòpsides, divisió dels magnoliofitins.

## Taxonomia
- Arctagrostis angustifolia Nash
- Arctagrostis macrophylla Nash
- Arctagrostis poaeoides Nash